# Heinrich Ruelberg
Heinrich Ruelberg (* 14. Januar 1882 in Sontra; † unbekannt) war ein deutscher Regierungsbaumeister und Ministerialbeamter.

## Leben
Heinrich Ruelberg wurde 1911 Regierungsbaumeister.
1921 schied er als Regierungsbaurat aus der Verwaltung der Reichseisenbahn in Breslau aus und kam mit der Beförderung zum Oberregierungsrat in das Reichswirtschaftsministerium. Innerhalb der Sektion II des Reichswirtschaftsministeriums war er erst Referent für die Bereiche Normalisierung der gesamten Industrie, Typisierung, Spezialisierung, Betriebsorganisation. In der Folge erhielt er weitere Aufgaben und wurde Leiter der Sektion II/9 (Gewerbliche Wirtschaftsführung) in die Abteilung II (Wirtschaftliche Fragen der Industrie) des Ministeriums. In seiner Funktion hatte er gute Kontakte zu einer Vielzahl der wichtigsten Normierungsorganisationen, u. a. zum Normenausschuß der deutschen Industrie, einem Vorläufer des DIN. Er war ab Juni 1919 als Vertreter des Reichswirtschaftsministeriums in den Hauptausschuss des Normenausschuß der deutschen Industrie entsandt worden und war später auch im Vorstand der Kaiser-Wilhelm-Gesellschaft zur Förderung der Wissenschaft. Von 1920 bis 1922 hatte Ruelberg mit 26 Behörden und Verbänden mehr als 19 Normungsprojekte. Er war auch europäisch im Bereich der Normungen aktiv und wird u. a. im Juni 1922 als maßgebliche Person für einen vertraulichen Bericht über französische Normungsorganisation angegeben.
Von 1922 bis 1935 war er erst als Oberregierungsrat, ab 1926 als Ministerialrat, Referent in der Abteilung II (Wirtschaftliche Fragen der Industrie) im Reichswirtschaftsministerium. Ab 1926 war er zusätzlich hier noch Referent in der Abteilung I. Von 1936 bis 1939 war er als Ministerialdirigent Leiter der Unterabteilung B der Abteilung II im Reichswirtschaftsministerium. 1940 ging er in den Ruhestand. Die Besetzung von Paul Zimmermann im Juli 1938 als Reichsbeauftragter für Metalle erfolgte auf sein Vorschlag hin.
Er war mindestens ab 1927 stellvertretender Vorsitzender des Reichsausschusses für Lieferbedingungen.
Heinrich Ruelberg war u. a. Mitglied des Aufsichtsrates der Danziger Werft AG, der Deutschen Werke Kiel AG und der Wirtschaftlichen Forschungsgesellschaft mbH (Berlin), einer Tarnfirma des Reichswirtschaftsministeriums.
Im November 1918 wurde durch Waldemar Hellmich, Adolf Schilling und ihm die „Arbeitsgemeinschaft Deutscher Betriebsingenieure“ (ADB) gegründet. Von Dezember 1919 bis Ende 1921 unterstützte er Adolf Schilling in der Schriftleitung der Zeitschrift Der Betrieb. Er war 1921 gemeinsam mit Waldemar Hellmich und Adolf Schilling maßgeblich bei der Einrichtung des Reichskuratoriums für Wirtschaftlichkeit in Industrie und Handwerk (RKW).